# Joaquín Ortega
Joaquín „Ximo“ Ortega Gascón (* 19. März 1981 in Tavernes de la Valldigna) ist ein ehemaliger spanischer Straßenradrennfahrer.

## Sportlicher Werdegang
Joaquín Ortega gewann 2003 die Gesamtwertung der Trofeo Diputacion de Alicante sowie jeweils eine Etappe bei der Volta ao Portugal do Futuro und bei der Semana Aragonesa. Im nächsten Jahr war er bei Etappen des Grand Premio Vila-Real und bei der Semana Aragonesa erfolgreich. 2005 gewann er eine Etappe bei der Vuelta a Alicante und 2006 ein Teilstück der Volta de Castello. Außerdem wurde er 2006 bei der spanischen Meisterschaft bester Nicht-Profi im Straßenrennen. Daraufhin wurde er 2007 Profi bei dem Professional Continental Team Fuerteventura-Canarias. In seinem zweiten Jahr dort gewann er jeweils eine Etappe und das Mannschaftszeitfahren bei der Vuelta a Zamora und bei der Vuelta a Tenerife. 2009 wechselte er zu der Amateurmannschaft CCN-Valencia Terra i Mar, wo er die beiden Eintagesrennen Trofeo Corte Inglès und Festival Ciclistica Comunidad de Valencia für sich entschied.
2010 fuhr Ortega für das portugiesische Continental Team Barbot-Siper. In diesem Jahr dort gewann er eine Etappe bei der Volta a Portugal. Später wurde er des Dopings mit EPO überführt, und sein Etappensieg wurde aberkannt. Nach Ablauf seiner Sperre bis zum November 2012 kehrte er nicht mehr in den Radrennsport zurück.

## Erfolge
2006
- Spanischer Meister – Straßenrennen (Amateure)

2010
- eine Etappe Volta a Portugal [1]

## Teams
- 2007 Fuerteventura-Canarias (ab 14.4.)
- 2008 Fuerteventura-Canarias
- 2009 CCN-Valencia Terra i Mar
- 2010 Barbot-Siper